# Murder at 1600 - Delitto alla Casa Bianca
Murder at 1600 - Delitto alla Casa Bianca (Murder at 1600) è un film del 1997 diretto da Dwight H. Little, interpretato da Wesley Snipes e Diane Lane.
Il film è basato sul romanzo Murder in the White House scritto da Margaret Truman, figlia dell'ex Presidente degli Stati Uniti d'America Harry Truman.

## Trama
Carla Town, giovane segretaria del Presidente degli Stati Uniti d'America, Jack Niel, viene uccisa a coltellate; il caso viene affidato al detective Alan Regis della squadra omicidi di Washington e a Nina Chance, ex atleta olimpica ed ora agente dei servizi segreti in servizio alla Casa Bianca. Tutti i sospetti ricadono sul figlio del presidente che poi si scopre essere innocente. Durante la vicenda viene assassinato anche Nicholas Spikins, dirigente dei servizi segreti che scopre chi è realmente il mandante dell'assassinio di Carla Town, ovvero il consigliere presidenziale per la sicurezza nazionale Alvin Jordan, amico fidato del presidente. Fu Jordan, dopo aver architettato il piano per costringere il presidente a dimettersi, a far entrare negli uffici della Casa Bianca il marine che uccise la donna.
Anche il detective Regis scopre il piano di Jordan. Regis riesce a entrare alla Casa Bianca dai sotterranei e a sventare il piano di Jordan che, dopo essere stato scoperto, cerca con un ultimo tentativo di uccidere il presidente, che nel frattempo si sta avviando verso la sala stampa per tenere il discorso delle proprie dimissioni, prendendo la pistola da un agente che lo stava arrestando. Ma l'intervento di Nina Chance che fa da scudo al presidente salvandogli la vita, permette agli agenti della scorta presidenziale di eliminare Jordan. Nina Chance rimane solo ferita dal colpo di pistola di Jordan. Nel finale del film il presidente Niel ringrazia personalmente Nina Chance e Alan Regis.

## Produzione
Il titolo si riferisce al numero 1600 di Pennsylvania Avenue, l'indirizzo della Casa Bianca.
Le riprese del film si sono svolte dal 5 agosto al 1º ottobre 1996.